# Nisi Norihiro
Nisi Norihiro (Oszaka, 1980. május 9. –) japán válogatott labdarúgó.
A japán válogatott tagjaként részt vett a 2004-es Ázsia-kupán.

## Statisztika
| Japán válogatott | Japán válogatott | Japán válogatott |
| Időszak          | Mérk.            | gól              |
| ---------------- | ---------------- | ---------------- |
| 2004             | 5                | 0                |
| Összesen         | 5                | 0                |